# Pablo Paz
Pablo Ariel Paz (Bahía Blanca, Argentina; 27 de enero de 1973) es un exjugador de fútbol argentino que se desempeñaba como defensor, surgido de las inferiores de Newell's Old Boys.
Es el padre del futbolista Nico Paz.

## Trayectoria
Inicio su carrera deportiva en las inferiores de Liniers de Bahía Blanca. Integró la selección nacional donde ganó la medalla de oro en los Juegos Panamericanos de 1995 y la medalla de plata en los Juegos Olímpicos de Atlanta 1996.
Debutó en Newell's, desempeñándose luego en Banfield. En 1997 fue transferido al fútbol español, desempeñándose inicialmente en el C. D. Tenerife y luego en el Real Valladolid. En 2003 volvió a la Argentina para jugar en el Independiente, pero en 2004 volvió a ser registrado en la liga española.

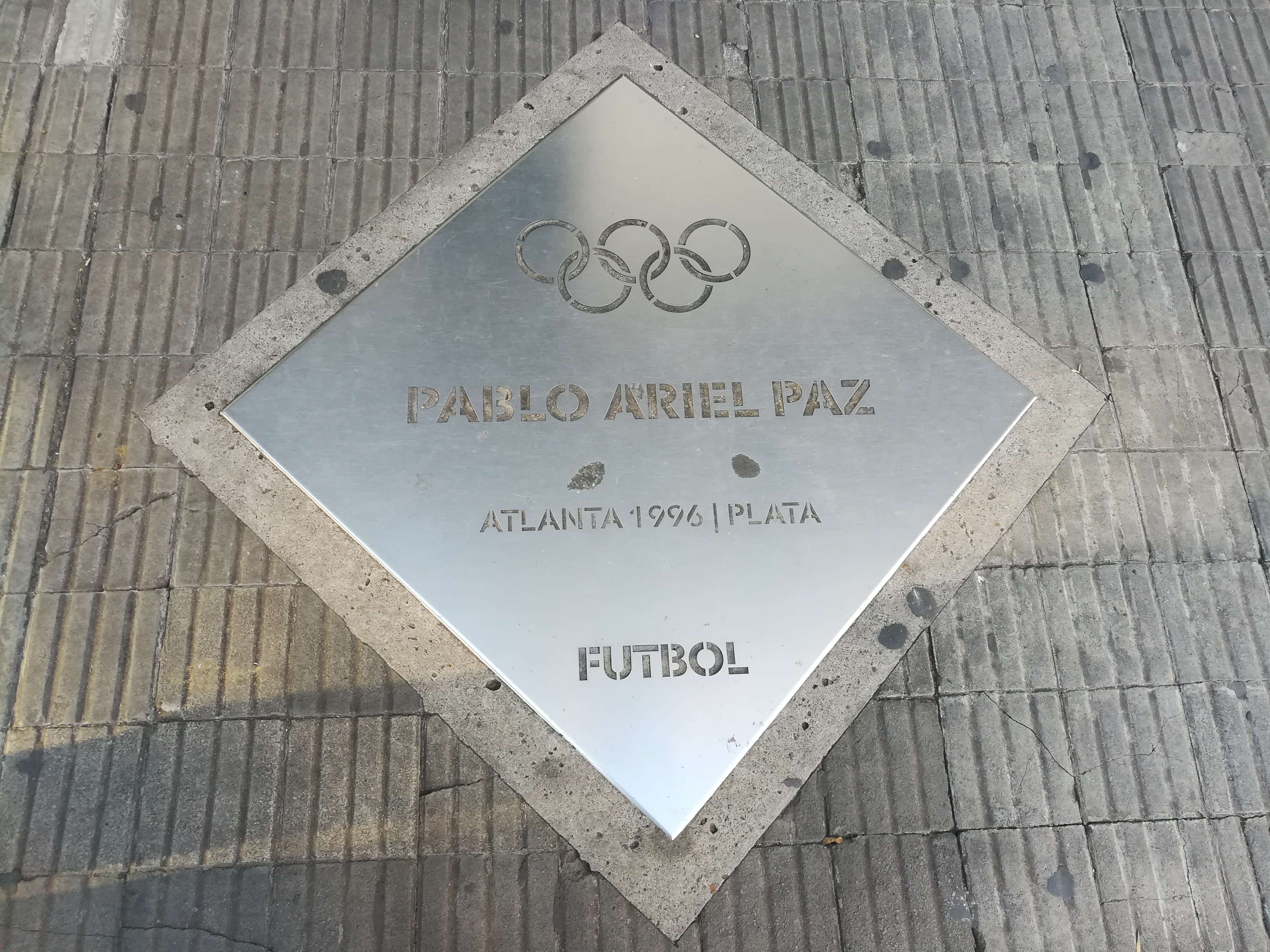
Placa homenaje a Paz en el Paseo de los Olímpicos de Rosario.

## Selección nacional
Formó parte de la Selección Argentina que disputó el Mundial de Francia 1998, y disputó el tercer partido del grupo frente a Croacia, el cual su equipo ganó por un gol a cero.

### Participaciones en Copas del Mundo
| Mundial                        | Sede    | Resultado        |
| ------------------------------ | ------- | ---------------- |
| Copa Mundial de Fútbol de 1998 | Francia | Cuartos de final |

### Participaciones en Juegos Olímpicos
| Juegos Olímpicos         | Sede           | Resultado        |
| ------------------------ | -------------- | ---------------- |
| Juegos Olímpicos de 1996 | Estados Unidos | Medalla de Plata |

## Clubes
| Club                 | País       | Año       | Partidos | Goles |
| -------------------- | ---------- | --------- | -------- | ----- |
| Newell's Old Boys    | Argentina  | 1992-1995 | 35       | 3     |
| Banfield             | Argentina  | 1995-1996 | 22       | 1     |
| C. D. Tenerife       | España     | 1997-2000 | 111      | 8     |
| Everton F. C.        | Inglaterra | 2001      |          |       |
| C. D. Tenerife       | España     | 2001-2002 | 17       | 0     |
| Independiente        | Argentina  | 2003      | 1        | 0     |
| Real Valladolid      | España     | 2003-2004 | 9        | 0     |
| Castillo C. F.       | España     | 2005      |          |       |
| Atlético Paso        | España     | 2005-2006 |          |       |
| Motril C. F.         | España     | 2006      |          |       |
| A. D. Cerro de Reyes | España     | 2007      |          |       |
| C. D. Vera           | España     | 2007-2008 |          |       |
| R. C. D. Gara        | España     | 2011      |          |       |
| C. D. San Andrés     | España     | 2013      |          |       |